# 岡部直弥
岡部 直弥（おかべ なおや、1987年3月5日 - ）は、日本の俳優、動画クリエーター。東京都出身。劇団ロクタク所属。KaiRan-Vanメンバー。

## 人物・来歴
役者業の他に、舞台照明、映像オペレーター、動画編集、イベント構成、グッズ制作、作詞作曲等、どんなことでも器用にこなすため、沖野晃司から「天才」「KaiRan-Vanのブレーン」と称される。
2017年6月から、企画演劇集団ボクラ団義の配信番組「ボクラ〇〇TV～宇宙への道～」のメインパーソナリティーの1人となる。
2018年、劇団ロクタクの旗揚げメンバー。
2019年、沖野晃司の個人ファンイベントを機に吉田宗洋と3人でのユニットKaiRan-Vanを結成し、イベント、YouTubeでロケ動画やゲーム配信、ツイキャスで週3回（火、木、土）の定期配信などを行っている。
2020年から4年連続で、KaiRan-Vanで24時間ツイキャス配信を行った。
動画編集は、YouTube、アイドルや劇団のオフショット、「ボクラ〇〇TV～宇宙への道～」のロケVTRや配信編集などを請け負っている。
2021年6月15日から、stand.fmべべラジオ(仮)にて、100日連続でラジオ配信を行った。

## 出演

### 舞台
- 水色革命第4弾『國術』（2012年6月7日 - 10日、戸野廣浩司記念劇場）
- 和興芸能30周年記念公演『ENDLESS HILLS』（2012年6月29日 - 7月1日、築地ブティストホール）
- 水色革命第7弾『Tears』（2013年5月11日 - 12日、北沢タウンホール）
- おねがい鋼鉄ビンタvol.8『コップの中の嵐』（2013年9月11日 - 16日、シアターブラッツ）
- やいの組『DOOR』（2014年3月22日 - 23日、戸野廣浩司記念劇場）
- おねがい鋼鉄ビンタvol.9『さよならメッセンジャー』（2014年5月14日 - 18日、中野テアトル BONBON）
- おねがい鋼鉄ビンタ番外編『GOCCO』（2014年9月16日 - 21日、池袋GEKIBA）
- おねがい鋼鉄ビンタvol.10『ウェイ』（2015年4月7日 - 12日、小劇場 楽園）
- おねがい鋼鉄ビンタvol.11『時空堂revival』（2015年11月4日 - 8日、新宿シアターモリエール）
- おねがい鋼鉄ビンタ番外編『GOCCO2』（2016年2月13日 -14日、シアターシャイン）
- おねがい鋼鉄ビンタvol.12『コレコース』（2016年5月11日 - 15日、シアター711）
- 猿芝居第8回公演『拝啓、魚屋さん』（2016年9月28日 - 10月4日、萬劇場）
- TESSIN旗揚げ公演『侯爵令嬢は手駒を演じる』（2016年11月2日 - 6日、中野テアトル BONBON）
- TESSIN第二回公演『ファイティングリーマン』（2017年3月29日 - 4月2日、新宿シアターモリエール）
- BLACK JAM 2nd JAM『Regulation's High! 驚愕の体育祭!』（2017年5月31日 - 6月4日、上野ストアハウス）
- おぶちゃ『おぶちゃ♯１』（2017年6月30日、エビスSTARバー）
- 劇団空感演人プロデュース 炎男公演vol.6『オサエロ』（2017年8月9日 - 14日、両国エアースタジオ）
- URAZARU規格vol.1『pooh』（2017年10月24日 - 29日、八幡山ワーサルシアター）
- 劇団Rexy『風呂ダンサーズ』（2017年12月14日 - 17日、コフレリオ新宿シアター）
- 劇団Rexy『風呂ダンサーズⅡ今度は人助け！』（2018年5月24日 - 27日、中野テアトル BONBON）
- The Four of Mats vol.5『GARAZY』（2018年7月25日 - 29日、シアター風姿花伝）
- 劇団Rexy『黒服ドレッサー』（2018年11月8日 日替わりゲスト、TACCS1179）
- 『BACK COAT～裏裁判～』（2018年11月27日 - 12月7日、日暮里d倉庫）
- 劇団ロクタク旗揚げ公演『他の6人』（2019年3月27日 - 31日、シアター711）
- (劇)ハンマーヘッドシャーク×LUCKUP公演『TRUMP』（2019年6月5日 - 16日、池袋シアターKASSAI）
- 企画演劇集団ボクラ団義 vol.22 特別本公演『関ヶ原で一人』（2019年7月4日 - 15日、シアターグリーン BIG TREE THEATER） - 毛利秀元役
- 劇団ロクタク『祝日多くね？』（2019年9月11日 - 15日、千本木ホール）
- Bobjack Theater vol.24『ノッキン オン ヘブンズ ドア』（2019年11月13日 - 24日、上野ストアハウス）
- 『DOUBT-真実と虚構-』（2019年12月17日 - 24日、日暮里d倉庫）
- Bobjack Theater vol.25『ボブジャックの少し早い年忘れの宴!』オムニバス公演（2020年12月17日 - 27日、池袋シアターKASSAI）  - 日暮与太郎 役
- 大川企画vol.1『ラブワクチン』（2021年3月9日 - 14日、Geki地下Liberty）- 主演
- TAIYO MAGIC FILM プレゼンツ『黒い箱の中に白い箱』（2021年7月21日 - 25日、すみだパークシアター倉） - 主演
- TAIYO MAGIC FILM スペシャル本公演『自分時間旅行2021』（2021年12月4日 - 12日、新宿シアターサンモール）  - 心男 役
- 大川企画Vol.2『sit at the table』（2021年12月22日 - 26日、高田馬場ラビネスト）
- 企画演劇集団ボクラ団義 暫定最終公演『耳ガアルナラ蒼ニ聞ケ～龍馬と十四人の志士～』（2022年3月20日 - 27日、シブゲキ） - 鹿野峰吉 役
- 演劇企画 heart more need『かつてサジェを悩ませたいくつかの難題』（2022年7月6日 - 10日、シアターKASSAI） - 鈴木敬一 役
- calm entertainment vol.1『みんなのへや』（2022年10月19日 - 23日、中野MOMO） - 優也 役
- 舞台『オッドタクシー 金剛石は傷つかない』（2023年11月8日 - 12日、シアター1010 / 11月25日 - 26日、海老名市文化会館 大ホール） - 四ツ橋サクヤ 役[2]
- 二人芝居『ふたりよがり』（2024年3月15日 - 17日、池袋西口GEKIBA）
- 舞台『ドレミの歌』（2024年5月9日 - 12日、東京芸術劇場 シアターウエスト / 5月18日・19日、長久手市文化の家 風のホール）[3]
- 鄭企画『BORDER-境界』（2024年7月23日 - 28日、上野ストアハウス） - 浦野永太 役
- おぶちゃ7周年記念公演『ポエム同好会』（2024年10月9日 - 14日、中目黒キンケロ・シアター） - 弓崎琉輝亞 役
- Bobjack Theater vol.28『私たちはまだまだ平気』（2024年12月18日 - 22日、上野ストアハウス） - 佐々倉克美 役
- calm entertainment vol.3『街のちっちゃなレストラン』（2025年2月22日 - 24日、新宿シアターブラッツ） - 千葉尚之 役
- 舞台『誰ソ彼ホテル』（2025年4月24日 - 5月4日、飛行船シアター） - 切子 役[4]

### 朗読劇
- 『"自称"超能力少女・三船ユリ』（2018年6月16日、労音大久保会館アールズアートコート）

### オンライン公演
- 劇団Rexyオンライン番外公演『CAFÉ「キリグ」』（2020年5月30日 - 6月27日、毎週土曜日のみ）
- 『Gahornz Creation Live』 #22#23（2021年9月25日、ツイキャスプレミアム配信） - 横溝悠介役

### イベント
- ボクラ団社『アクティベート&アクトーク』(2025年5月23日のみ、ウッディシアター中目黒)

### KaiRan-Van
- 沖野晃司 初ファンイベント『KaiRan-Van』（2019年9月28日、大塚ドリームシアター）
- 第2回イベント『KaiRan-Van〜伊勢に行ってきたよぉ〜』(2020年2月9日、四谷3丁目ドリームシアター）
- 男性客限定トークイベント『KaiRan-Men 〜祭〜』(2020年3月13日、新宿ネイキッドロフト）[5] ※延期
- 24時間耐久カイランキャス 〜ゆるっと地球を救う〜　(2020年5月6日0時〜5月7日0時 ツイキャス配信）
- KaiRan-Van１周年記念ライブ『笑えんじゃない?きっと』(2020年8月7日 ツイキャスプレミアム有料配信）[6]
- KaiRan-Vanイベント vol.3 『お待たせしました、KaiRan-Vanです！』 (2021年5月22日 水道橋Words 、ツイキャスプレミア生配信あり）
- KaiRan-Van24時間生配信『KRV 24時間配信～東京2020～』（2021年9月4日19時～9月5日19時　ツイキャス配信）[7]
- あすまいフェスvol.4『あすまい学園』ゲスト出演(2022年4月23日 高田馬場 音部屋スクエア)[8]
- KaiRan-Vanプレゼンツ 『久保田唱・沖野晃司20周年記念イベント』(2022年7月31日 阿佐ヶ谷Loft A)[9]
- 24時間耐久カイランキャス 〜あいし、あいされ、そんなかんじです。〜　(2022年9月17日17時〜9月18日17時 ツイキャス配信）
- カイランヴァンの演劇 『ケルヴェロスの三転倒立』(2022年12月24日、25日 メルシアーク神楽坂)
- 『あすまいフェスvol.8〜今出舞生誕祭～』ゲスト出演(2023年7月16日 大塚ドリームシアター)
- KaiRan-Van『24時間耐久カイランキャス 明日の為に。WOW WAR TONIGHT』(2023年8月26日～27日、ツイキャス配信)
- KaiRan-Van theatre 「ケルヴェロスの三三七拍子』(2023年12月15日～16日、赤坂CHANCEシアター、17日ツイキャスプレミア配信)
- 『KaiRan-Van的新年会　〜酒は百薬の長ってのは本当かい？2024〜』(2024年1月20日、阿佐ヶ谷ロフトA)
- KaiRan-Vanイベントvol.4『原点回帰回覧板(仮)』(2024年1月21日、大塚ドリームシアター)
- KaiRan-Van 呑みイベント『カイランヴァン1日店長やってみるってよ』(2024年5月31日、エビスSTARバー)
- KaiRan-Van 実験イベント『顔を合わせまShow！！！』(2024年6月1日、都内某所)
- KaiRan-Vanイベント vol.5 『KaiRan-Fes.〜会いたくてココロオドルムーブメント〜』(2024年11月15日ツイキャス配信、16日～17日、Route Theater)
- Kairan-Van×SANETTY 『オクヤミ(仮)』事前イベント『カイランヴァン自治会』(2025年5月11日、Route Theater)

#### 舞台
- Kairan-Van×SANETTY 『オクヤミ』(2025年6月6日～8日、コフレリオ新宿シアター)　 - 五十嵐 役

### 映画
- 『オーバーエンド』（2011年）

### テレビドラマ
- 『コード・ブルー -ドクターヘリ緊急救命-』（フジテレビ）  - 医師役[10]

### CM
- 富士通「Deep Tensor」
- 「ウォーキング・デッド：サバイバー」[11]

### 企業PV
- 日本政策金融公庫 事業承継支援動画『承継編』  - 宮田昭一役[12]

### 配信番組
- 『ボクラ〇〇TV〜宇宙への道〜』(2017年6月〜毎月最終月曜日収録、翌月5日・15日・25日Youtube配信) - メインパーソナリティー

### その他
- 役者100人展『はじまりの、役者100人展』（2021年12月21日 - 29日、渋谷 ギャラリールデコ）